# اویزد ناده مژی
اویزد ناده مژی (به چکی: Újezd nade Mží) یک منطقهٔ مسکونی در جمهوری چک است که در ناحیه پلزن-شمالی واقع شده‌است.
 اویزد ناده مژی ۸٫۴۵ کیلومتر مربع مساحت و ۷۰ نفر جمعیت دارد و ۳۹۲ متر بالاتر از سطح دریا واقع شده‌است.